# Огродникова, Никола
Никола Огродникова (чеш. Nikola Ogrodníková; род. 18 августа 1990[…], Острава, Моравскосилезский край) — чешская легкоатлетка, специалистка по метанию копья. Бронзовый призёр летних Олимпийских игр 2024 года, серебряный призёр чемпионата Европы 2018 года, серебряный призёр III Европейских игр 2023 года.

## Биография
Никола Огродникова родилась 18 августа 1990 года в городе Острава.
Её личный рекорд в метании копья — 67,40 метров был установлен в Оффенбурге в 2019 году. Ранее в своей карьере Никола выступала в семиборье. В 2007 году она завоевала бронзовую медаль в этой дисциплине на чемпионате Европы среди юниоров.
В 2017 году она впервые приняла участие в чемпионате мира и с результатом 59,99 метра стала девятнадцатой.
В 2018 году на чемпионате Европы в Берлине чешская спортсменка завоевала серебряную медаль, метнув в копьё на 61,85 метров.
В 2021 году приняла участие в соревнованиях на летних Олимпийских играх 2020 года в Токио. В секторе для метания копья она не смогла квалифицироваться в финал, заняв 16-е место с результатом 60,03 метра.
На III Европейских играх в Польше в 2023 году завоевала серебряную медаль с результатом 61,75 метров.
Квалифицировалась и приняла участие в летних Олимпийских играх 2024 года в Париже. В предпоследний день Олимпиады сумела завоевать бронзовую медаль, метнув копьё на 63,68 метра.